# Florian Bauer (Fußballspieler)
Florian Bauer (* 18. Dezember 1991) ist ein österreichischer Fußballspieler.

## Karriere
Bauer begann seine Karriere beim USC Kirchberg/Wagram. Zur Saison 2004/05 wechselte er zum FC Rohrendorf. Zur Saison 2005/06 wechselte er in die AKA St. Pölten. Zwischen 2007 und 2009 war er beim SKN St. Pölten gemeldet, für dessen Amateure er in der Saison 2008/09 neun Partien in der fünfthöchsten Spielklasse absolvierte. Zur Saison 2010/11 verließ der Abwehrspieler die Akademie und wechselte zum viertklassigen SV Würmla. Für Würmla kam er in zwei Jahren zu 55 Einsätzen in der Landesliga.
Zur Saison 2012/13 schloss Bauer sich dem Zweitligisten First Vienna FC an, bei dem er einen Einjahresvertrag erhielt. Sein Debüt in der zweiten Liga gab er im Juli 2012 gegen den SKN St. Pölten. Für die Wiener kam er insgesamt zu 13 Zweitligaeinsätzen. Nach seinem Vertragsende bei der Vienna ging der Innenverteidiger zur Saison 2013/14 zurück nach Niederösterreich und wechselte zum fünftklassigen Kremser SC. Mit dem KSC stieg er zu Saisonende in die Landesliga auf. In der vierthöchsten Spielklasse kam er in den folgenden acht Jahren zu 144 Einsätzen, ehe er mit den Kremsern 2022 auch den Aufstieg in die Regionalliga schaffte.